# Rang Đê
Người Rang Đê hay Đêgar, theo tiếng Phạn Ấn Độ là Radaya, là một khối tộc người nói tiếng Ê Đê, Jarai thuộc Ngữ tộc Malay-Polynesia. Dân số của khối tộc người này tại Việt Nam khoảng hơn 717.557. Người Rang Đê được cho là tổ tiên của người Ê Đê và Jarai, đã được ghi chép khá nhiều trong các bia ký Chăm Pa. Danh xưng tộc người RangĐê, Radaya ngày nay vẫn là danh xưng mà người Chăm vẫn còn dùng để gọi 2 tộc người Êđê và Jarai vốn có nguồn gốc chung từ nhóm tộc người Rang Đê cổ hay còn gọi bằng tiếng Phạn là người Radaya. Theo phỏng đoán, rất có thể sự tấn công của đế quốc Mông Cổ, sau này là Nam Tiến của người Việt đã đẩy bộ phận người Chăm Pa lên vùng bình nguyên Cheo Reo hòa hợp với người Rang Đê cổ tạo ra tình trạng phân li nhóm tộc người thành Êđê (Rhade) Và Jarai sau thế kỷ 15, thời kỳ này còn gọi là thời kỳ Phara có nghĩa là chia li, chia rời. Người Jarai sau khi Chămpa thất thủ Vijya đã hình thành nên nhà nước Nam Bàn sơ khai.

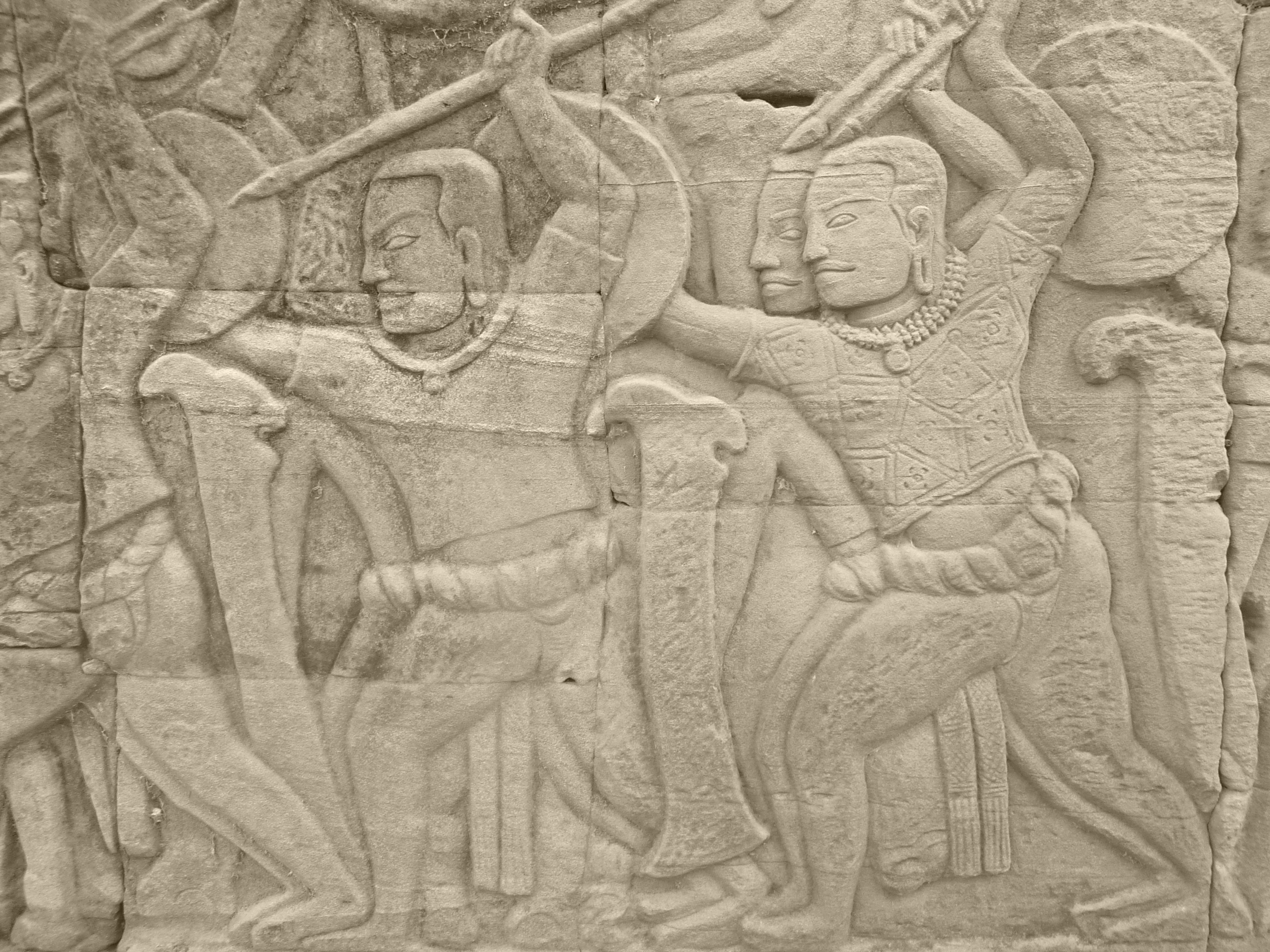
Người Rang Đê trong đoàn quân Champa trong cuộc viễn chinh giao tranh với Đế quốc Khmer năm 1117. Phù điêu đền Bayon Campuchia.

## Lịch sử
Vào đầu công nguyên, xuất hiện hai vương quốc của người Malay-Polynesia lớn trên bán đảo Đông Dương: Phù Nam và Chiêm Thành. Lãnh thổ Phù Nam rộng từ vịnh Thái Lan đến Biển Hồ nhưng ảnh hưởng tỏa lên Thượng Lào và Bắc Miến Điện. Chiêm Thành gồm nhiều vương quốc nhỏ sinh hoạt độc lập với nhau dọc các đồng bằng eo hẹp miền Trung đến chân dãy Trường Sơn về phía Tây: Lâm Ấp hay Indrapura (Bình Trị Thiên), Amaravati (Quảng Nam), Vijaya (Bình Định), Aryaru (Phú Yên), Kauthara (Khánh Hòa) và Panduranga (Phan Rang). Sinh hoạt chính của người Malay-Polynesia là trồng lúa nước và buôn bán. Để tìm thêm nguồn hàng quí hiếm trao đổi với các thuyền buôn, người Malay-Polynesia mở rộng tầm kiểm soát lên các vùng rừng núi đồng thời khuất phục luôn các nhóm dân cư bản địa đã có mặt từ trước, điển hình điển hình nhóm Êđê Bih ven Krông Ana mà ngày nay được gọi là Ê-đê Bih với kỹ năng dệt, trang sức, làm gốm, trồng lúa nước. Nhóm Bih là nhóm Malayo - Polynésien định cư và chạy nạn sớm vào sâu nhất trong lục địa, họ đem theo  kỹ thuật trồng lúa nước ven sông,dệt vải thô, trang sức hạt, và kỹ nghệ làm gốm thô. Đến cuối thế kỷ 7, quân Java của Indonesia từ Biển Đông lại tràn vào đánh phá Earyu (Phú Yên) và Kauthara- Ea Trang (Khánh Hòa), một phần lớn dân chúng Chiêm Thành đã chạy lên cao nguyên Mdrak tị nạn mang theo những văn hóa tập tục mẫu hệ, kiến trúc, trồng trọt và ngôn ngữ Chiêm Thành giai đoạn sơ khai có yếu tố Ấn Độ hóa hơn mà tạo thành các nhóm Rhangdé. Người Rang Đê được cho là tổ tiên của người Êđê và Jarai, đã được ghi chép khá nhiều trong các bia ký Chăm Pa. Những bia ký sớm nhất của Chiêm Thành thế kỷ 8 - đã có nhắc đến nhóm Rangde ven sông Ea Trang (Nha Trang). Trong Bia Po Naga được dựng năm 965 tại tháp Po Naga (Nha Trang, Khánh Hòa): Nội dung bia như sau: Vào khoảng năm 703 - 706 lịch saka (781 - 784 Công lịch), vua Satyavarman cho dựng một linga (linh vật) thờ thần Siva và lập cháu mình lên làm vua Vikrantavarman (vì theo chế độ mẫu hệ nên cậu truyền ngôi cho cháu theo dòng mẹ)...và đức Vua có thu phục được người Randaya (Rang Đê).

## Dân số và địa bàn cư trú
Người Rang Đê sinh sống và cư trú chủ yếu tập trung ở tỉnh Đắk Lắk, Gia Lai,Kon Tum, phía Tây hai tỉnh Phú Yên và tỉnh Khánh Hòa. Ngoài Ra còn cư trú tại các nước như Campuchia, Hoa Kỳ,Thái Lan,Pháp,Thụy Điển,Phần Lan và các quốc gia khác cũng có người Rang Đê sinh sống.

## Trang phục

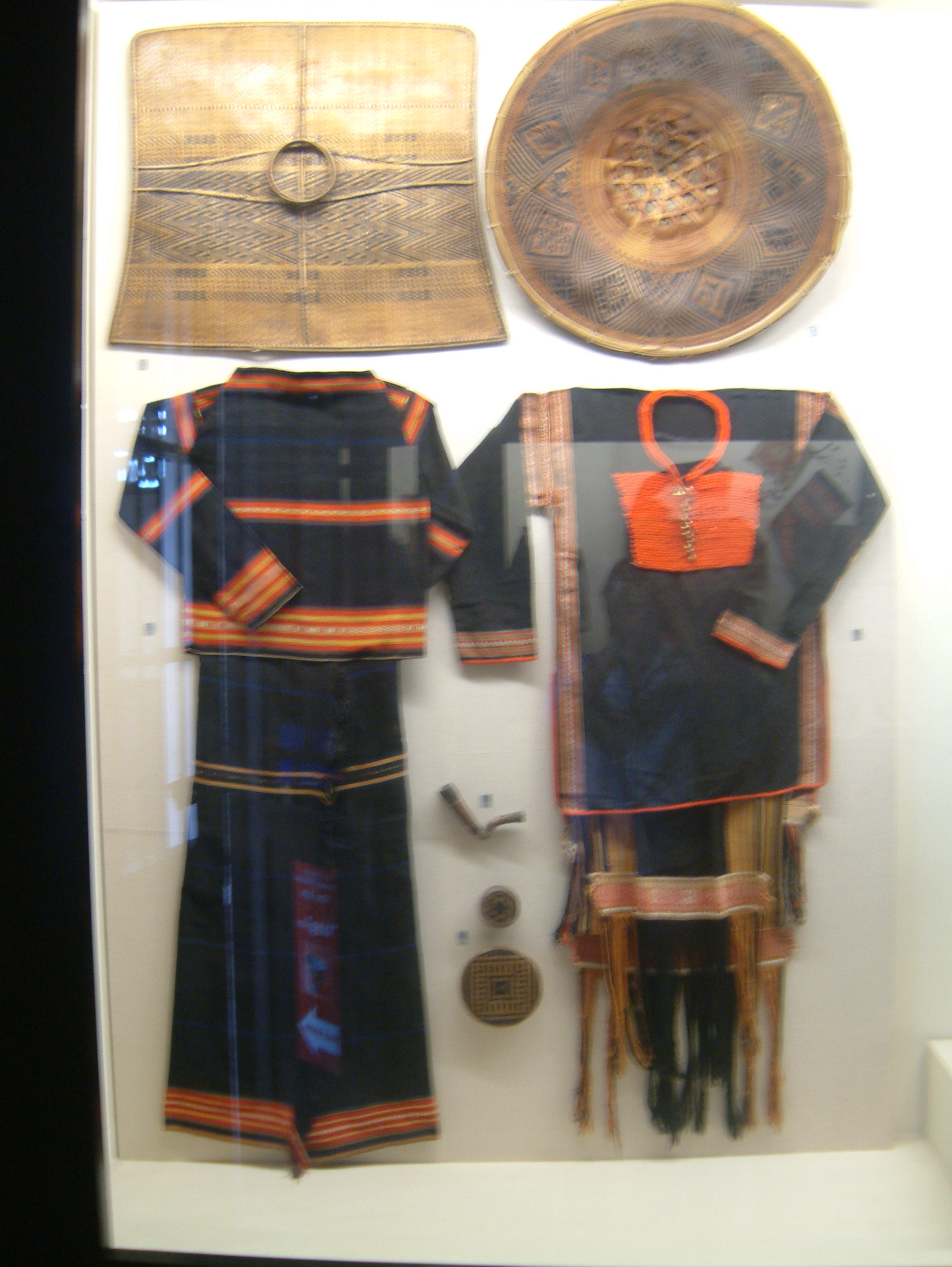
Trang phục nam nữ dân tộc giarai (ảnh chụp tại Bảo tàng Dân tộc học Việt Nam)

## Nhà cửa
Có nơi ở nhà dài, có nơi làm nhà nhỏ, nhưng đều chung tập quán ở nhà sàn, đều theo truyền thống mở cửa chính nhìn về hướng Bắc.